# Créteil – L'Échat metróállomás
A Créteil – L'Échat egy metróállomás Franciaországban, Párizsban a párizsi metró 8-as és 15-ös metróvonalán. Tulajdonosa és üzemeltetője a RATP.

## Metróvonalak
Az állomást az alábbi metróvonalak érintik:
- 8-as metróvonal
- 15-ös-metróvonal (építés alatt)

## Kapcsolódó állomások
A metróállomáshoz az alábbi állomások vannak a legközelebb:
- Maisons-Alfort – Les Juilliottes (Balard, 8-as metróvonal)
- Créteil – Université (Pointe du Lac, 8-as metróvonal)
- Le Vert de Maisons (Pont de Sèvres, 15-ös-metróvonal, építés alatt)
- Saint-Maur - Créteil (Noisy - Champs, 15-ös-metróvonal, építés alatt)